# Metachrostis fasciata
Metachrostis fasciata là một loài bướm đêm trong họ Erebidae.